# MPP6
MPP6‏ (Membrane palmitoylated protein 6) هوَ بروتين يُشَفر بواسطة جين MPP6 في الإنسان.